# Tennis aux Jeux des îles de l'océan Indien 2015
 (mars 2025).
Si vous disposez d'ouvrages ou d'articles de référence ou si vous connaissez des sites web de qualité traitant du thème abordé ici, merci de compléter l'article en donnant les références utiles à sa vérifiabilité et en les liant à la section « Notes et références ».
Navigation
Édition précédente
Le tennis est l'une des quatorze disciplines sportives au programme des Jeux des îles de l'océan Indien 2015, la neuvième édition des Jeux des îles de l'océan Indien, qui se déroule à La Réunion en août 2015. Les épreuves se disputent au Tennis Club de Champ Fleuri à Saint-Denis.